# Schwarzenbach (Beromünster)
Schwarzenbach (toponimo tedesco) è una frazione 233 abitanti del comune svizzero di Beromünster, nel distretto di Sursee (Canton Lucerna).

## Geografia fisica
Schwarzenbach si trova tra la valle della Wyna e il lago di Hallwil.

## Storia

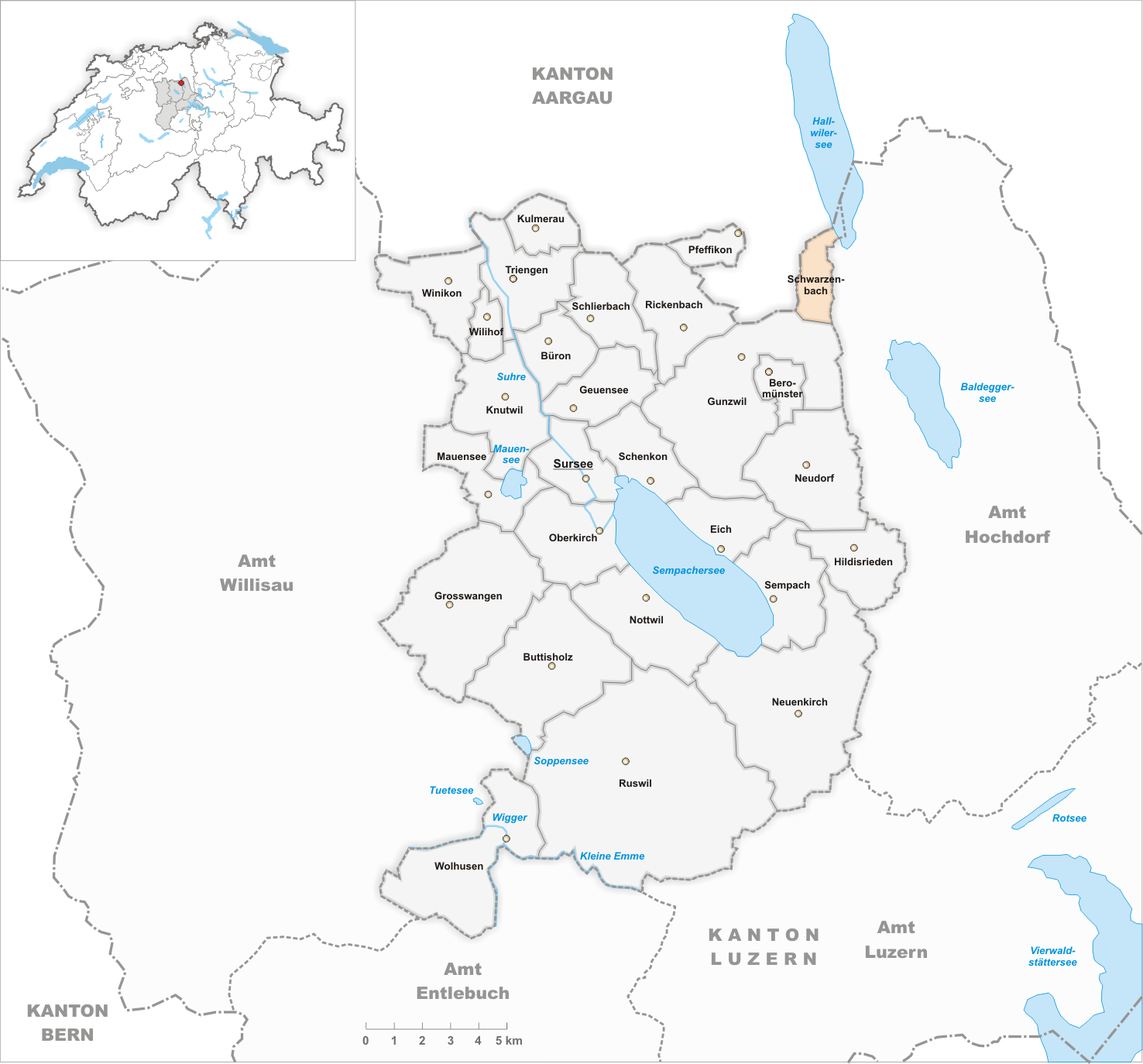
Il territorio del comune di Schwarzenbach prima degli accorpamenti comunali del 2004

Già comune autonomo, il 1º gennaio 2004 è stato accorpato a quello di Beromünster.

## Monumenti e luoghi d'interesse
- Chiesa parrocchiale cattolica dei Santi Pietro e Paolo, attestata dal 1215[1].

## Società

### Evoluzione demografica
L'evoluzione demografica è riportata nella seguente tabella:
Abitanti censiti

## Economia
L'economia locale si basa prevalentemente sull'agricoltura.